# Carlos Torrent
Carlos Torrent, född den 29 augusti 1974 i Sarría de Ter, Spanien, är en spansk tävlingscyklist som tog OS-brons i lagförföljelsecyklingen vid olympiska sommarspelen 2004 i Aten. 